# TinyMe
TinyMe – dystrybucja systemu Linux oparta na Unity Linux, została zaprojektowana z myślą o pracy na słabszych komputerach.